# Elke Brosch
Elke Brosch (* 1943) ist eine deutsche Schauspielerin, Synchron- und Hörspielsprecherin.

## Leben
Elke Brosch studierte von 1964 bis 1967 an der Staatlichen Schauspielschule Berlin. Ihr erstes Engagement erhielt sie am Volkstheater Rostock, wo sie mehrere Jahre auf der Bühne stand. Anschließend war sie am Theater der Freundschaft in Berlin beschäftigt. Neben ihren Theaterarbeiten war sie auch für den Film und das Fernsehen vor der Kamera und als Synchronsprecherin tätig. Für den Rundfunk und das Schallplattenlabel Litera wirkte sie in mehreren Hörspielen mit. Eine Fotoserie des Fotografen Christian Borchert aus den Jahren 1982/1983 zeigt Elke Brosch in ihrer Wohnung. Sie lebt in Berlin.

## Filmografie
- 1968: Die Russen kommen
- 1971: Karriere
- 1974: Die Frauen der Wardins (TV-Dreiteiler)
- 1977: Du und icke und Berlin
- 1979: Zugvogel am Sund
- 1981: Schuleule Paula
- 1982: Rächer, Retter und Rapiere (Fernsehserie, 1 Folge)
- 1985: Sachsens Glanz und Preußens Gloria (TV-Mehrteiler)
- 1987: Polizeiruf 110: Die letzte Kundin (TV-Reihe)
- 1990: Polizeiruf 110: Zahltag
- 1991: Polizeiruf 110: Zerstörte Hoffnung
- 1994: Großstadtrevier (Fernsehserie, 1 Folge)
- 1994: Polizeiruf 110: Arme Schweine

## Theater
- 1967:  Wladimir Bill-Bjelozerkowski: Mond von links (Sekretärin) – Regie: Rudolf Penka (Staatliche Schauspielschule Berlin im Berliner Arbeiter-Theater)
- 1967: Peter Weiss: Gesang vom lusitanischen Popanz – Regie: Hanns Anselm Perten (Volkstheater Rostock)
- 1969: James Baldwin: Blues für Mister Charlie (Juanita) – Regie: Hanns Anselm Perten (Volkstheater Rostock)
- 1969: Rainer Kerndl: Ich bin einem Mädchen begegnet – Regie: Heiner Carow (Volkstheater Rostock)
- 1970: Ernst Bruun Olsen: Wohin ging Nora (Nora) – Regie: Harry Erlich (Volkstheater Rostock)
- 1972:  Lew Tolstoi: Krieg und Frieden – Regie: Horst Smiszek (Volkstheater Rostock)
- 1973: Peter Weiss: Hölderlin (Susette Gontard) – Regie: Hanns Anselm Perten (Volkstheater Rostock)
- 1976: Autorenkollektiv: So wahr mir Spott helfe – Regie: Wolfgang E. Struck (Kabarett-Theater Distel Berlin)

## Hörspiele
- 1976: Alexander Wampilow: Zwanzig Minuten mit einem Engel (Faina) – Regie: Helmut Hellstorff (Kurzhörspiel – Rundfunk der DDR)
- 1977: Barbara Neuhaus: Schwarze Orangen (Frau Graubein) – Regie: Werner Grunow (Kriminalhörspiel/Kurzhörspiel – Rundfunk der DDR)
- 1978: Reinhard Griebner: Buch mit sieben Siegeln (Bibliothekarin) – Regie: Joachim Gürtner (Hörspielreihe: Neumann, zweimal klingeln – Rundfunk der DDR)
- 1978: Erika Runge: Die Verwandlungen einer fleißigen, immer zuverlässigen und letztlich unauffälligen Chefsekretärin – Regie: Peter Groeger (Hörspielreihe: Neumann, zweimal klingeln – Rundfunk der DDR)
- 1979: Peter Brasch: Herr Konni und die Uhren – Regie: Detlef Kurzweg (Kinderhörspiel/Kurzhörspiel aus der Reihe Geschichten aus dem Hut – Rundfunk der DDR)
- 1979: Rudolf Bartsch: Das andere Ich (Serviererin) – Regie: Joachim Gürtner (Hörspielreihe: Neumann, zweimal klingeln – Rundfunk der DDR)
- 1980: Gerhard Rentzsch: Der Haken – Regie: Barbara Plensat (Hörspiel – Rundfunk der DDR)
- 1980: Friedel Hohnbaum-Hornschuch: Der holzgeschnitzte Chinese (Irene) – Regie: Joachim Gürtner (Hörspielreihe: Neumann, zweimal klingeln – Rundfunk der DDR)
- 1980: Volksbuch: Fortunatus’ Glückssäckel oder die Kunst, reich zu sein (Volk von London) – Regie: Andreas Scheinert (Hörspiel – Litera)
- 1981: Joachim Witte: Ein netter Mensch (Frau Albrecht) – Regie: Joachim Gürtner (Hörspielreihe: Neumann, zweimal klingeln – Rundfunk der DDR)
- 1981: Wladimir Malow: Wer möchte mal Scherraner sein? – Regie: Detlef Kurzweg (Kinderhörspiel/Kurzhörspiel, Science-Fiction-Hörspiel – Rundfunk der DDR)
- 1981: Hans Christian Andersen: Der standhafte Zinnsoldat (Regen und Wasser) – Regie: Heiner Möbius (Kinderhörspiel – Litera)
- 1982: Henning Pawel: Bedingt diensttauglich (Krankenschwester) – Regie: Edith Schorn (Kurzhörspiel – Rundfunk der DDR)
- 1984: Barbara Augustin: Heimlicher Besuch (Sabine) – Regie: Detlef Kurzweg (Kurzhörspiel aus der Reihe Waldstraße Nummer 7 – Rundfunk der DDR)
- 1984: Gerhard Jäckel: Kein Anschluss unter dieser Nummer (Sekretärin) – Regie: Joachim Gürtner (Kurzhörspiel aus der Reihe Waldstraße Nummer 7 – Rundfunk der DDR)
- 1985: Volksbuch: Till Eulenspiegels mehrsteils wohlige Nacht in der Herberg zu Kneiteln (Nebenrollen) – Regie: Andreas Scheinert, Jürgen Schmidt (Hörspiel – Litera)
- 1987: Andreas Scheinert: Des Teufels Triller (Müllerin) – Regie: Andreas Scheinert (Hörspiel – Litera)
- 1988: Volkstext: Die Geschichte vom Mann, der nie im Leben lachte (Frau) – Regie: Peter Brasch (Kinderhörspiel – Rundfunk der DDR)
- 1989: Cecilie Løveid: Die Möwenesser (Schauspielerin) – Regie: Peter Groeger (Hörspiel – Rundfunk der DDR)
- 1990: Michel Azama: Die Schleuse – Regie: Peter Groeger (Hörspiel – Rundfunk der DDR)
- 1990: Patricia Highsmith: Edithts Tagebuch – Regie: Hans Knötzsch (Hörspiel – Rundfunk der DDR)
- 1992: Anonymus: IKönig und Besenbinder (Hofdame) – Regie: Peter Groeger (Kinderhörspiel – Rundfunk der DDR)
- 1992: Clemens Brentano: Das Märchen von dem Rhein und dem Müller Radlau – Regie: Peter Groeger (Kinderhörspiel – DS Kultur)
- 1993: Rita Kuczynski: Lacrimosa 1953 (Dorle) – Regie: Peter Groeger (Kinderhörspiel – DS Kultur)
- 1993: Christina Calvo: Morgen wird die Hochzeit sein (Frau) – Regie: Peter Groeger (Kinderhörspiel – DS Kultur/HR)
- 1994: Eric Kellermann: Der Schatz von Alaró (Laura Sanders) – Regie: Werner Grunow (Kriminalhörspiel – DLR)

## Synchronisation
- 1983: Margherita Autuori als Assuntina in Vier Herzen in Rom (1955)

## Auszeichnungen
- 1967: Kritikerpreis der Berliner Zeitung für junge Schauspieler (Für die Rolle in Mond von links)
- 1969: Heinrich-Greif-Preis 1. Klasse für die Mitwirkung an dem Fernsehmehrteiler Unbekannte Bürger